# 잉글랜드의 군주 배우자
이 문서는 잉글랜드 왕국의 군주 배우자를 나타낸다.

## 잉글랜드의 왕비 및 부군
| 사진 초상화     | 이름                     | 배우자      | 아버지 출신 가문                          | 출생일           | 결혼일           | 즉위일          | 퇴위일           | 사망일           |
| 머시아 왕가     | 머시아 왕가              | 머시아 왕가 | 머시아 왕가                               | 머시아 왕가      | 머시아 왕가      | 머시아 왕가     | 머시아 왕가      | 머시아 왕가      |
| 웨식스 왕가     | 웨식스 왕가              | 웨식스 왕가 | 웨식스 왕가                               | 웨식스 왕가      | 웨식스 왕가      | 웨식스 왕가     | 웨식스 왕가      | 웨식스 왕가      |
| 덴마크 왕가     | 덴마크 왕가              | 덴마크 왕가 | 덴마크 왕가                               | 덴마크 왕가      | 덴마크 왕가      | 덴마크 왕가     | 덴마크 왕가      | 덴마크 왕가      |
| --------------- | ------------------------ | ----------- | ----------------------------------------- | ---------------- | ---------------- | --------------- | ---------------- | ---------------- |
|                 | 노르망디의 엠마          |             |                                           |                  |                  |                 |                  |                  |
| 웨식스 왕가     |                          |             |                                           |                  |                  |                 |                  |                  |
| 노르만 왕가     |                          |             |                                           |                  |                  |                 |                  |                  |
| 플랜태저넷 왕가 |                          |             |                                           |                  |                  |                 |                  |                  |
|                 | 아키텐의 엘레오노르      |             |                                           |                  |                  |                 |                  |                  |
|                 | 나바라의 베렝가리아      |             |                                           |                  |                  |                 |                  |                  |
|                 | 앙굴렘의 이사벨라        |             |                                           |                  |                  |                 |                  |                  |
|                 | 프로방스의 엘리노어      |             |                                           |                  |                  |                 |                  |                  |
|                 | 카스티야의 엘리노어      |             |                                           |                  |                  |                 |                  |                  |
|                 | 프랑스의 마르그리트      |             |                                           |                  |                  |                 |                  |                  |
|                 | 프랑스의 이사벨라        |             |                                           |                  |                  |                 |                  |                  |
|                 | 에노의 필리파            |             |                                           |                  |                  |                 |                  |                  |
|                 | 보헤미아의 앤            |             |                                           |                  |                  |                 |                  |                  |
|                 | 발루아의 이자벨          | 리처드 2세  | 샤를 6세 (발루아 왕가)                    | 1389년 11월 9일  | 1396년 10월 30일 | 1396년 11월 1일 | 1399년 9월 30일  | 1409년 9월 13일  |
| 랭커스터 왕가   |                          |             |                                           |                  |                  |                 |                  |                  |
|                 | 나바라의 조안            | 헨리 4세    | 카를로스 2세 (에브뢰 가문)                | 1370년           | 1403년           | 1403년 2월 7일  | 1413년 3월 20일  | 1437년 6월 10일  |
|                 | 발루아의 캐서린          | 헨리 5세    | 샤를 6세 (발루아 왕가)                    | 1401년 10월 27일 |                  |                 |                  |                  |
|                 | 앙주의 마거릿            |             |                                           |                  |                  |                 |                  |                  |
| 요크 왕가       |                          |             |                                           |                  |                  |                 |                  |                  |
|                 | 엘리자베스 우드빌        |             |                                           |                  |                  |                 |                  |                  |
|                 | 앤 네빌                  | 리처드 3세  | 리처드 네빌 (네빌 가문)                   | 1456년 6월 11일  | 1472년 7월 12일  | 1483년 6월 26일 | 1485년 3월 16일  | 1485년 3월 16일  |
| 튜더 왕가       |                          |             |                                           |                  |                  |                 |                  |                  |
|                 | 요크의 엘리자베스        | 헨리 7세    | 에드워드 4세 (요크)                       |                  |                  |                 |                  |                  |
|                 | 아라곤의 캐서린          | 헨리 8세    | 아라곤의 페르난도 2세 (트라스타마라 왕가) | 1485년 12월 16일 | 1509년 6월 11일  | 1509년 6월 11일 | 1533년 5월 23일  | 1536년 1월 7일   |
|                 | 앤 볼린                  | 헨리 8세    | 토머스 불린                               | 1501년 1507년    | 1533년 5월 28일  | 1533년 5월 28일 | 1536년 5월 17일  | 1536년 5월 19일  |
|                 | 제인 시무어              | 헨리 8세    | 존 시무어                                 | 1507년 1509년    | 1536년 5월 30일  | 1536년 5월 30일 | 1537년 10월 24일 | 1537년 10월 24일 |
|                 | 클리브즈의 앤            | 헨리 8세    | 클레페 공작 요한 3세 (드 라 마르크 가문)  | 1515년 9월 22일  | 1540년 1월 6일   | 1540년 1월 6일  | 1540년 7월 9일   | 1557년 7월 16일  |
|                 | 캐서린 하워드            | 헨리 8세    | 에드먼드 하워드 (하워드 가문)             |                  | 1540년 7월 28일  | 1540년 7월 28일 | 1541년 11월 22일 | 1542년 2월 13일  |
|                 | 캐서린 파아              | 헨리 8세    | 토머스 파                                 | 1512년           | 1543년 7월 12일  | 1543년 7월 12일 | 1547년 1월 28일  | 1548년 9월 5일   |
|                 | 길포드 더들리            | 제인        | 1대 노섬벌랜드 공작 존 더들리 (더들리)    | 1536년           | 1553년 5월 15일  | 1553년 7월 10일 | 1553년 7월 19일  | 1554년 2월 12일  |
| 스튜어트 왕가   |                          |             |                                           |                  |                  |                 |                  |                  |
|                 | 덴마크의 앤              | 제임스 1세  | 프레데리크 2세 (올덴부르크 왕가)          | 1574년 12월 12일 | 1589년 11월 23일 | 1603년 3월 24일 | 1619년 3월 4일   | 1619년 3월 4일   |
|                 | 프랑스의 헨리에타 마리아 | 찰스 1세    | 앙리 4세 (부르봉 왕가)                    | 1609년 11월 25일 | 1625년 6월 13일  | 1625년 6월 13일 | 1649년 1월 30일  | 1669년 9월 10일  |
|                 | 브라간사의 캐서린        | 찰스 2세    | 주앙 4세                                  | 1638년 11월 25일 | 1662년 5월 21일  | 1662년 5월 21일 | 1685년 2월 6일   | 1705년 11월 30일 |
|                 | 모데나의 메리            | 제임스 2세  | 모데나 공 알폰소 4세 데스테 (에스테 가문) | 1658년 10월 5일  | 1673년 9월 30일  | 1685년 2월 6일  | 1689년 2월 12일  | 1718년 5월 7일   |
|                 | 덴마크의 조지            | 앤          | 프레데리크 3세 (올덴부르크)               | 1653년 4월 2일   | 1683년 7월 28일  | 1702년 3월 8일  | 1707년 3월 1일   | 1708년 10월 28일 |

이후의 군주 배우자는 영국의 군주 배우자를 참조하라.

## 같이 보기
- 잉글랜드 국왕